# Jean-François Millet
Jean-François Millet (4. října 1814 – 20. ledna 1875) byl francouzský malíř, spolu s Camillem Corotem vůdčí představitel barbizonské školy. Millet pocházel z rolnické rodiny a je známý pro zachycování života rolníků s vysokou realističností až naturalismem. Život rolníků v Milletově podání je tvrdý, bez radosti – za toto pojetí se stal terčem kritiky a jeho nejvýznamnější obrazy jako Sběračky klasů a Anděl Páně byly doceněny až s odstupem času.

## Život

### Mládí
Millet byl nejstarší dítě chudého rolnického páru Jeana-Louise-Nicolase a Aimée-Henriette-Adélaïde Henry Milletových, kteří žili v normanské vesnici Gruchy. Pod vedením dvou místních kněží získal základy latiny a seznámil se s moderními mistry ještě před tím, než byl roku 1833 poslán na učení do Cherbourgu k portrétistovi Paulu Dumouchelovi. Už roku 1835 se vyučoval u Luciena-Théophila Langloise, žáka barona Grose. Stipendium, poskytnuté Langloisem i dalšími, umožnilo Milletovi jet studovat do Paříže v roce 1837. Zde nastoupil na École des Beaux-Arts u vyučujícího Paula Delaroche. V roce 1839 jeho vyučování skončilo a jeho první objednávka z pařížského Salonu byla stažena.

### Paříž

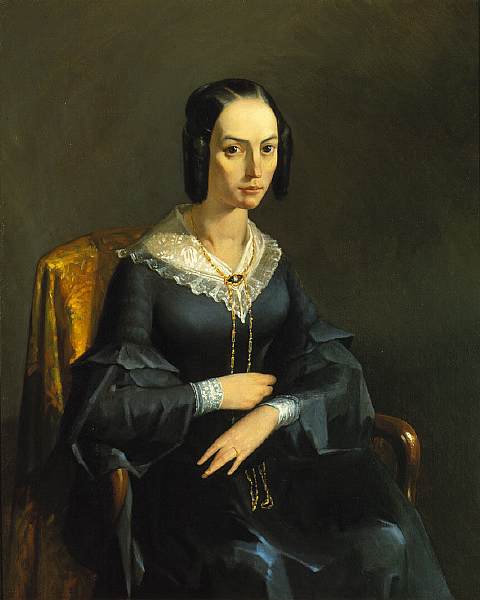
Komtesa z Valmontu, obraz představující Milletovo portrétní umění vytvořený v roce 1841 (Saint Louis Art Museum)

Poté, co byl přijat Salonem roku 1840 jeden jeho obraz, portrét, vrátil se Millet do Cherbourgu, kde započal novou kariéru portrétisty. Již následujícího roku se oženil s Pauline-Virginie Ono a pár se poté odstěhoval do Paříže. Poté, co byl vykázán ze Salonu v roce 1843 a jeho žena zemřela došlo k jeho opětovnému návratu do Cherbourgu. Odtud cestoval s novou ženou v roce 1845 do Le Havru. S novou ženou Catherine Lemaireovou v roce 1853 uzavřel civilní sňatek, ze svazku vzešlo devět dětí a přetrval až do Milletovy smrti. V Le Havru se Millet živil několik měsíců malováním portrétů a menších žánrových děl a poté se vrátil do Paříže.
Po tomto návratu se v Paříži spřátelil s Constantem Troyonem, Narcissem Diazem, Charlesem Jacquesem, Théodorem Rousseauem (toto přátelství se stalo důležité při formování barbizonské školy), Honorém Daumierem, kterým se nechal inspirovat v pojetí figurální malby, a s Alfredem Sensierem, který se stal na dlouho Milletovým mecenášem a posléze i životopisec.

### Barbizon

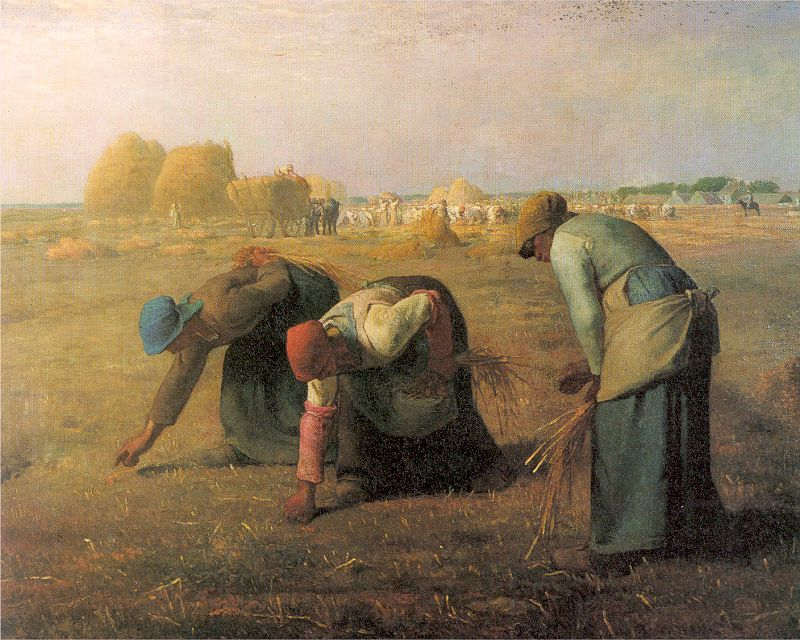
Sběračky klasů, dnes v Musée d'Orsay

V roce 1849 maloval Millet státní zakázku, obraz Ženci, na Salonu téhož roku vystavoval Pastýřku sedící na kraji lesa, což byla malá olejomalba, u které je patrný odklon umělce od idealizované skutečnosti k realističtějšímu a osobitějšímu podání. V červnu se přestěhoval s rodinou do Barbizonu před epidemií cholery, která v Paříži vypukla. Zde zamýšlel strávit pouze několik týdnů, nicméně se mu na venkově v sousedství přítele Rousseaua zalíbilo a zůstal zde do konce života a zde také dosáhl vrcholu svého díla, i když se až do poloviny 60. let se stále potýkal s existenčními problémy.

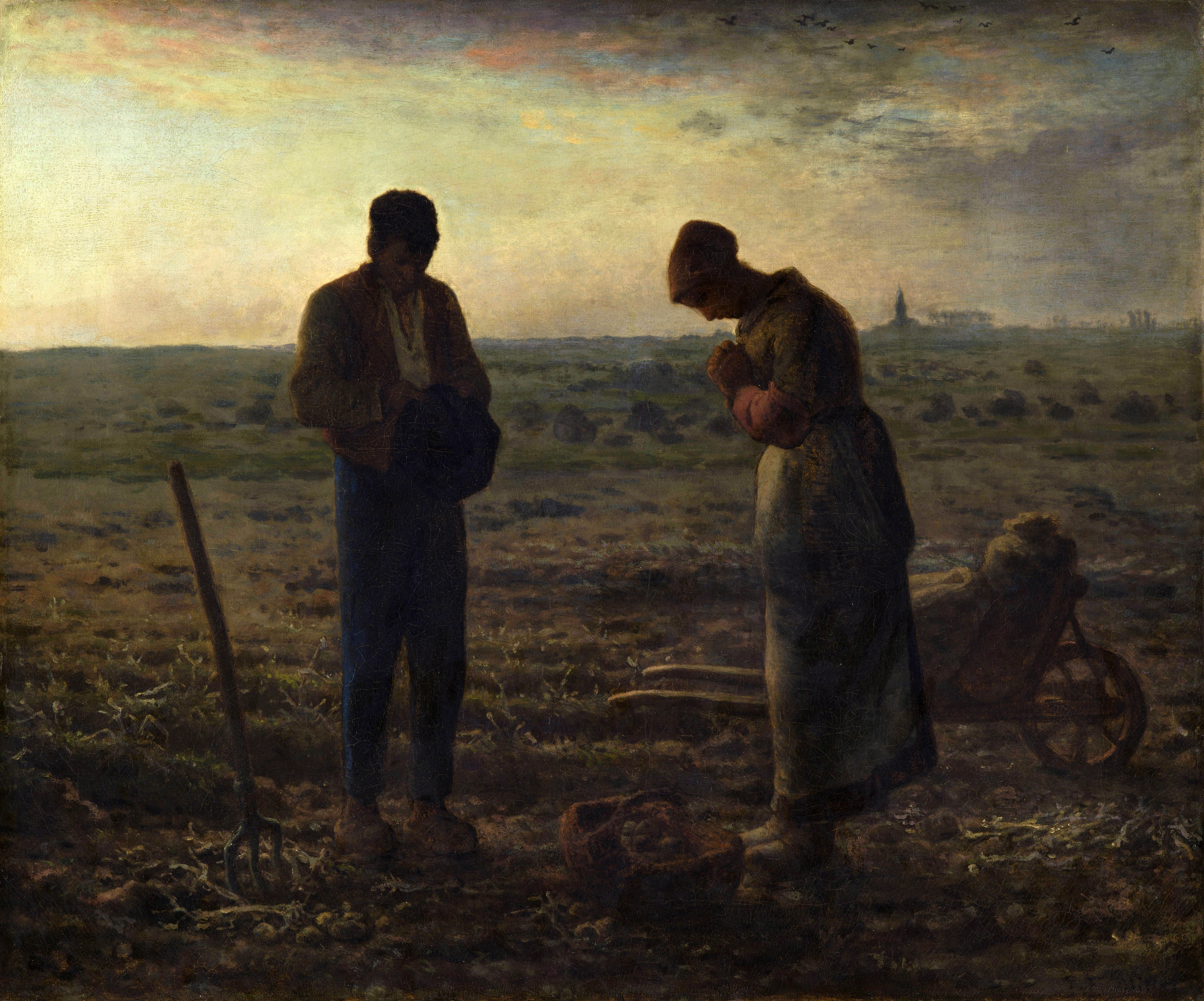
Anděl Páně, dnes v Musée d'Orsay

V druhé polovině 50. let vytvořil dvě svoje nejznámější díla vycházející z každodenní barbizonské reality: Sběračky klasů, obraz zachycující tři chudé ženy paběrkující zbylé obilné klasy po sklizni s velmi působivým teplým zlatým světlem. Obrazu se na výročním Salonu dostalo až nepřátelského přijetí. Stejného roku dokončil i Anděla Páně, v češtině také známi jako Klekání nebo Angelus, který zobrazuje muže a ženu po práci se modlící na poli při západu Slunce.

### Poslední léta
Přestože se Milletovi dostával smíšených kritických reakcí na Salonech začala v 60. letech jeho sláva a reputace nezadržitelně vzrůstat. Na počátku desetiletí dostal nabídku na malbu dvaceti pěti prací za měsíční poplatek na následující tři roky a v roce 1868 mu bylo nabídnuta mecenášem Emilem Gavetem práce na kolekci pastelů, kterých nakonec vytvořil 90. Na Světové výstavě pořádané v Paříži v roce 1867 byly vystavovány nejznámější Milletovy obrazy včetně Sběraček klasů, Anděla Páně a Sazečů brambor. Následujícího roku objednal Frédéric Hartmann Čtyři roční období za 25 000 franků a Millet byl jmenován rytířem Řádu čestné legie.
V roce 1870 byl Millet zvolen do poroty Salonu. Poté musel utéct před prusko-francouzskou válkou a pobýval v Cherbourgu a Gréville, do Barbizonu se vrátil až na sklonku roku 1871. Poslední umělcova léta jsou spojena s finanční konjunkturou a společenským uznáním, ale také se zhoršujícím se zdravím, které mu nedovolilo plnit státní zakázky. Dne 3. ledna uzavřel církevní sňatek se svoji ženou Catherinou a 20. toho měsíce zemřel.

## Odkaz
Milletovo dílo bylo důležitým inspiračním zdrojem pro impresionisty. Zejména pro Vincenta van Gogha, především pro jeho rané období, Vincent často citoval Milletovo dílo v dopisech bratru Theovi. Pozdní Milletovy krajiny sloužily za inspiraci Claudu Monetovi při malbě normandských pobřeží; jeho strukturu a symbolismus díla využíval Georges Seurat.
Hra Marka Twaina Is He Dead? (1898) má za hlavní postavu Milleta, nicméně velká část jeho života je zde smyšlená. Hra pojednává o mladém umělci, který bojuje se životem, který předstírá smrt aby získal slávu a peníze. V roce 1902 vydal Romain Rolland umělcovu monografii François-Millet (česky Jean François Millet, 1956).
Obraz Anděl Páně byl necelých deset let po smrti Milleta prodán do Spojených států za 80 000 zlatých franků, což vyvolalo diskuzi s přihlédnutím k malířovým živořícím pozůstalým a ve Francii došlo k uvedení práva droit de suite, které umožňovalo umělci a jeho dědicům dostávat podíly z prodejů děl.
Později se tímto obrazem také intenzivně zabýval surrealista Salvador Dalí, který napsal analýzu obrazu The Tragic Myth of The Angelus of Millet (doslova Tragický mýtus Milletova Anděla Páně), kde v obraze spatřuje více než duchovní mír potlačenou sexuální agresivitu. Také tvrdí, že se pár spíše modlí nad svým mrtvým pohřbeným dítětem, než zmiňovaného Anděla Páně. Na základě těchto domněnek bylo provedeno rentgenové vyšetření plátna a bylo prokázáno, že současná barva překryla geometrický objekt připomínající rakev. Není jasné, zda Millet změnil koncepci obrazu nebo jestli tento předmět skutečně dokládá Dalího názor.